# Aaron Isaac
Aaron Isaac (Aron Isak; hebreisk namnform enligt gravinskriften: ר' אהרן ב'ר יצחק מבריצן) född 16 september 1730 i Treuenbrietzen, Brandenburg, död 21 oktober 1816 i Stockholm, var en svensk sigillgravör och köpman samt grundare av den judiska församlingen i Stockholm och den första juden som fick tillstånd att bosätta sig i Sverige utan att konvertera till den lutherska läran.

## Biografi

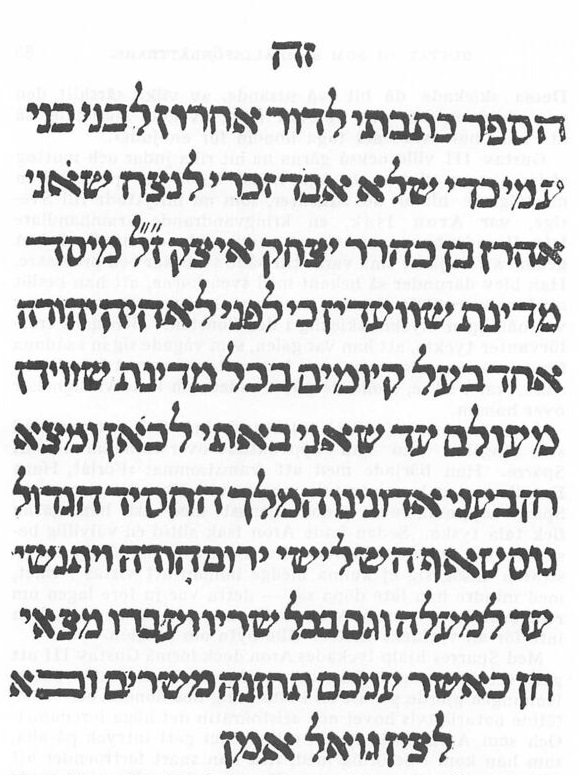
Faksimil av titelsidan i Aaron Isaacs självbiografi. Hebreiskan är felaktig. Den ungefärliga översättningen är: "Denna bok har jag skrivit för senare släkten, för mitt folks efterkommande, så att ej för evigt mitt minne skall förgås. Ty jag, Aaron, son av Isaac Isaac (hans minne vare välsignat!), är den förste i Sveriges land bofaste juden. Ty före mig har aldrig någon jude i hela Sveriges rike erhållit privilegier; till dess jag kom hit och fann nåd i vår herres, den fromme och store konung Gustav den tredjes ögon (Hans Majestät vare högt upphöjt!); och även hos alla hans högtbetrodde män och hans tjänare fann jag nåd. ’Edra ögon må skåda vad rätt är’; men Han skall komma som en förlossare för Zion! Amen!"

Som son till en köpman i Treuenbrietzen, Brandenburg livnärde sig Aaron Isaac tidigast som gårdfarihandlare men lärde sig i unga år till sigillgravör och bosatte sig i den dåvarande universitetsstaden Bützow i hertigdömet Mecklenburg-Schwerin. Han arbetade där som assistent åt en sigillgravör och ägnade sig vid sidan av åt att sälja galanterivaror. Under pommerska kriget tjänade han pengar genom att sälja sina varor till både svenskar och preussare. Han kom i kontakt med svenska officerare, fick av dem många uppdrag med att gravera sigill och fick höra att det i Sverige rådde brist på personer med hans yrkeskunskaper. Han begav sig därför 1774 till Sverige. Hans trosförvanter tyckte dock att han var galen som vågade sig in i sådana faror. Så länge fartyget som han reste över med från Stralsund var i sikte, stod de på stranden och läste välsignelser över honom.
Isaac fick, gynnad av överståthållaren i Stockholm Carl Sparre, tillstånd att bosätta sig där och hämta sin hustru och sina barn. Magistraten hade inte ansett sig kunna medge honom rätten att vistas i riket såvida han inte lät döpa sig (detta var före toleransediktet), men Isaac förklarade att han vägrade att byta religion. Med Sparres hjälp lyckades han förmå Gustav III att göra ett undantag för honom och några av hans trosförvanter. Kungen gjorde genast en beställning hos honom, och sedan följde hovet och aristokratin föredömet.
Aaron Isaac satte igång vittomfattande ekonomiska företag sedan han tillvunnit sig myndigheternas förtroende. Bekantskapen med friherre Sparre och riksfinansernas ledare, friherre Johan Liljencrantz, blev av stor betydelse för Isaac. Den dåvarande chefen för myntverket, Gustaf von Engeström, hade under sina utlandsresor uppmärksammat hur judar med stor skicklighet anskaffade silver åt myntverken i skilda länder, och under den nydaning det svenska penningväsendet vid denna tid genomgick riktades uppmärksamheten därför på Aaron Isaac som eventuell silverleverantör. 
Friherre Liljencrantz inledde även underhandlingar med Isaac, som inom kort fick i uppdrag att under tre års tid anskaffa silver för svenska mynt till ett belopp av inte mindre än elva miljoner riksdaler specie silvermetall till 4 procent högre kurs än som betalades i Hamburg. Till detta kom fria resor samt fri kronoskjuts för silvret. I samband med denna affär fick Aaron Isaac också i uppdrag att försöka sälja ett stort parti på 100 000 skeppund koppar som låg räntelöst i Riksbanken. Han utlovades en provision på en riksdaler per skeppund. Affären blev fullföljdes dock inte, då Isaacs bror och kompanjon tvekade inför företaget.
Aaron Isaacs anseende steg från år till år. Till detta bidrog också hans son Natanael, som av Gustav III blev utnämnd till hovjuvelerare.
Riksdagen 1778–1779 gav tillstånd åt judarna att ha en synagoga i Stockholm och högst tre andra städer. 1782 utfärdades det så kallade judereglementet, som reglerade vilka näringar judarna fick utöva och i vilka städer de fick bo. Aaron Isaac utövade ett betydligt inflytande på myndigheterna när judereglementet skulle utarbetas. Hans kännedom om judarnas förhållanden var ansågs vara av stort värde.
Isaac, som förutom gravyren även ägnade sig åt handel, blev 1788 utsedd till arméleverantör i Gustav III:s ryska krig (hovleverantörstitel 1789) och for över till Finland. På grund av bristen på pengar under kriget lät krigskommissarien Per Georg Fahnehielm utfärda anvisningar till fältkassan, kallade "fahnehjelmare", som skulle vara likvärdiga med riksgäldssedlar. Samtidigt lät Gustav III sätta upp ett sedeltryckeri för att producera falska ryska pengar och därigenom sprida oro i den ryska ekonomin. Vid en växelaffär med greve Adolf Fredrik Munck blev sedan Aaron Isaac av Munck pålurad falska fahnehjelmare, som Munck på eget bevåg hade låtit trycka. Han häktades en tid i Åbo men frikändes, medan Munck 1792 tvingades i landsflykt. När kungen blev mördad samma år tog Isaac initiativ för att skapa en klagosång över Gustav III som skulle framfördes i svenska synagogor.
Myndigheternas förtroende för Isaac var så stort att han fick rätt att som huvudman för Stockholms judiska församling utöva en viss kontroll över judarna i Sverige, så att inte några mindre ansedda judar tilläts komma in i landet. Isaac hade en stark förmåga att kunna vinna de högre ämbetsmännen och framför allt överståthållaren, friherre Sparre, för sina syften. Isaac var även väl sedd på slottet, där han särskilt hos hertig Karl hade en gynnare och vän som ofta uppfyllde hans önskningar. Denna maktställning var dock förenad med vissa obehag för Isaac, då den ibland ådrog honom avund och ovilja från de övriga judarnas sida, vilket vid flera tillfällen ledde till stridigheter inom församlingen.
Redan under första tiden i Stockholm samlade Isaac omkring sig en liten krets av vänner och släktingar som lade ned mycket arbete på den nygrundade judiska församlingens utveckling. Bland dessa kan nämnas Isaacs broder Marcus, Abraham Bach, Gumpert Hirsch, Abraham Ferdan samt Aarons son Nathan.
På sin ålderdom nedtecknade Aaron Isaac sina minnen på västjiddisch. Memoarerna har publicerats i ett par olika upplagor och i översättningar till standardtyska och öst- eller standardjiddisch. Memoarerna vittnar bland annat om de konflikter Aaron Isaac hade med andra medlemmar i den judiska stockholmsförsamlingen, där hans ledarskap var omtvistat. Han inköpte själv en begravningsplats åt stockholmsjudarna, som ännu bär hans namn, Aronsberg på Kungsholmen, medan en annan grupp i församlingen anlade en egen begravningsplats, Kronoberg, i nuvarande Kronobergsparken på Kungsholmen.
Isaac avled vid 86 års ålder i Stockholm 1816.

## Eftermäle och minnen
Sedan 1989 utdelas årligen Aaron Isaac-priset av den judiska församlingen i Stockholm.

## Aaron Isaacs memoarer
- Aron Isaks sjelfbiografi. Efter förf:s handskrift utg. af Israelitiska litteratur-sällskapet. Utg. Jos. Seligmann. Stockholm 1897. Libris 2722427
- Aaron Isaacs Minnen. En judisk kulturbild från gustaviansk tid, utg. Abraham Brody och Hugo Valentin. Stockholm 1932. (Transkription från originaltexten samt svensk översättning.) Libris 8214551
- Avtobiografye. Berlin 1922. (Översättning till östjiddisch.) Libris 2722426
- Aharon Itsiks Zikhroynes. Varshe [Warszawa] 1922. (Översättning till östjiddisch.). Libris 868511
- Denkwürdigkeiten des Aron Isak 1730-1817, herausgegeben und eingeleitet von Z. Holm. (Tysk översättning.) Libris 868507
- Lebenserinnerungen von Aaron Isaak, Textfassung und Einleitung von Bettina Simon. (Tysk översättning och bearbetning.) Libris 6680817
- Aaron Isaac: Minnen: ett judiskt äventyr i svenskt 1700-tal. Stockholm 2008. (översättning från jiddisch (efter författarens handskrift): Abraham Brody ; språklig revidering och korrigering: Mattias Dahlén (red.) och Harriet Lacksten). Libris 10877181